# 偏铝酸镁
偏铝酸镁是一种无机化合物，化学式为Mg(AlO2)2或MgAl2O4。它可在镁、铝共同还原金属氧化物的时候产生，如：
4 Cr2O3 + 3 Mg + 6 Al → 8 Cr + 3 Mg(AlO2)2
偏铝酸镁在自然界中以尖晶石的形式存在。

## 化学性质
偏铝酸镁可以和过量的酸反应而溶解，如：
Mg(AlO2)2 + 8 HCl → MgCl2 + 2 AlCl3 + 4 H2O